# Jordan Zemura
Jordan Behkithemba Zemura (Lambeth, 14 novembre 1999) è un calciatore zimbabwese con cittadinanza britannica, difensore dell'Udinese e della nazionale zimbabwese.

## Caratteristiche tecniche
È un terzino sinistro che può giocare anche da laterale nella difesa a 3, che dispone di ottima tecnica e velocità.

## Carriera

### Club
Dopo avere militato nelle giovanili del QPR e del Charlton, nel giugno del 2019 Zemura si è trasferito al Bournemouth, con cui ha esordito in prima squadra nel 2020.
Il 12 aprile 2023, l'Udinese annuncia di aver trovato un accordo per l'ingaggio del giocatore a parametro zero, sulla base di un contratto quadriennale e con decorrenza a partire dal 1º luglio seguente. Il 20 agosto esordisce con i friulani nella prima di campionato contro la Juventus, rilevando nel secondo tempo  il compagno di reparto Hassane Kamara, diventando al contempo il primo giocatore dello Zimbabwe a giocare nel campionato italiano. Segna il suo primo gol con i friulani il 18 febbraio 2024, nel pareggio casalingo contro il Cagliari (1-1).

### Nazionale
Il 13 novembre 2020 ha debuttato con la nazionale zimbabwese giocando l'incontro di qualificazione per la Coppa d'Africa 2021 perso 3-1 contro l'Algeria; successivamente è stato convocato per la Coppa d'Africa 2021.

## Statistiche

### Presenze e reti nei club
Statistiche aggiornate al 18 agosto 2025.
| Stagione           | Squadra            | Campionato         | Campionato | Campionato | Coppe nazionali | Coppe nazionali | Coppe nazionali | Coppe continentali | Coppe continentali | Coppe continentali | Altre coppe | Altre coppe | Altre coppe | Totale | Totale |
| Stagione           | Squadra            | Comp               | Pres       | Reti       | Comp            | Pres            | Reti            | Comp               | Pres               | Reti               | Comp        | Pres        | Reti        | Pres   | Reti   |
| ------------------ | ------------------ | ------------------ | ---------- | ---------- | --------------- | --------------- | --------------- | ------------------ | ------------------ | ------------------ | ----------- | ----------- | ----------- | ------ | ------ |
| 2020-2021          | Bournemouth        | FLC                | 2          | 0          | FACup+CdL       | 1+2             | 0               | -                  | -                  | -                  | -           | -           | -           | 5      | 0      |
| 2021-2022          | Bournemouth        | FLC                | 33         | 3          | FACup+CdL       | 0+1             | 0               | -                  | -                  | -                  | -           | -           | -           | 34     | 3      |
| 2022-2023          | Bournemouth        | PL                 | 19         | 0          | FACup+CdL       | 1+2             | 0               | -                  | -                  | -                  | -           | -           | -           | 22     | 0      |
| Totale Bournemouth | Totale Bournemouth | Totale Bournemouth | 54         | 3          |                 | 7               | 0               |                    | -                  | -                  |             | -           | -           | 61     | 3      |
| 2023-2024          | Udinese            | A                  | 27         | 1          | CI              | 2               | 0               | -                  | -                  | -                  | -           | -           | -           | 29     | 1      |
| 2024-2025          | Udinese            | A                  | 23         | 1          | CI              | 2               | 0               | -                  | -                  | -                  | -           | -           | -           | 25     | 1      |
| 2025-2026          | Udinese            | A                  | 0          | 0          | CI              | 1               | 0               | -                  | -                  | -                  | -           | -           | -           | 1      | 0      |
| Totale Udinese     | Totale Udinese     | Totale Udinese     | 50         | 2          |                 | 5               | 0               |                    | -                  | -                  |             | -           | -           | 55     | 2      |
| Totale carriera    | Totale carriera    | Totale carriera    | 104        | 5          |                 | 12              | 0               |                    | -                  | -                  |             | -           | -           | 116    | 5      |

### Cronologia presenze e reti in nazionale
| Cronologia completa delle presenze e delle reti in nazionale ― Zimbabwe | Cronologia completa delle presenze e delle reti in nazionale ― Zimbabwe | Cronologia completa delle presenze e delle reti in nazionale ― Zimbabwe | Cronologia completa delle presenze e delle reti in nazionale ― Zimbabwe | Cronologia completa delle presenze e delle reti in nazionale ― Zimbabwe | Cronologia completa delle presenze e delle reti in nazionale ― Zimbabwe | Cronologia completa delle presenze e delle reti in nazionale ― Zimbabwe | Cronologia completa delle presenze e delle reti in nazionale ― Zimbabwe |
| Data                                                                    | Città                                                                   | In casa                                                                 | Risultato                                                               | Ospiti                                                                  | Competizione                                                            | Reti                                                                    | Note                                                                    |
| ----------------------------------------------------------------------- | ----------------------------------------------------------------------- | ----------------------------------------------------------------------- | ----------------------------------------------------------------------- | ----------------------------------------------------------------------- | ----------------------------------------------------------------------- | ----------------------------------------------------------------------- | ----------------------------------------------------------------------- |
| 13-11-2020                                                              | Algeri                                                                  | Algeria                                                                 | 3 – 1                                                                   | Zimbabwe                                                                | Qual. Coppa d'Africa 2021                                               | -                                                                       | 70’                                                                     |
| 16-11-2020                                                              | Harare                                                                  | Zimbabwe                                                                | 2 – 2                                                                   | Algeria                                                                 | Qual. Coppa d'Africa 2021                                               | -                                                                       |                                                                         |
| 9-10-2021                                                               | Cape Coast                                                              | Ghana                                                                   | 3 – 1                                                                   | Zimbabwe                                                                | Qual. Mondiali 2022                                                     | -                                                                       | 74’                                                                     |
| 12-10-2021                                                              | Harare                                                                  | Zimbabwe                                                                | 0 – 1                                                                   | Ghana                                                                   | Qual. Mondiali 2022                                                     | -                                                                       | 70’                                                                     |
| 14-1-2022                                                               | Bafoussam                                                               | Malawi                                                                  | 2 – 1                                                                   | Zimbabwe                                                                | Coppa d'Africa 2021 - 1º turno                                          | -                                                                       | 67’                                                                     |
| 18-1-2022                                                               | Yaoundé                                                                 | Zimbabwe                                                                | 2 – 1                                                                   | Guinea                                                                  | Coppa d'Africa 2021 - 1º turno                                          | -                                                                       | 75’                                                                     |
| 19-11-2023                                                              | Butare                                                                  | Zimbabwe                                                                | 1 – 1                                                                   | Nigeria                                                                 | Qual. Mondiali 2026                                                     | -                                                                       |                                                                         |
| 23-3-2024                                                               | Lilongwe                                                                | Zambia                                                                  | 2 – 2 (5 – 6 dtr)                                                       | Zimbabwe                                                                | Amichevole                                                              | -                                                                       | 72’                                                                     |
| 7-6-2024                                                                | Soweto                                                                  | Zimbabwe                                                                | 0 – 2                                                                   | Lesotho                                                                 | Qual. Mondiali 2026                                                     | -                                                                       | 46’                                                                     |
| 11-6-2024                                                               | Bloemfontein                                                            | Sudafrica                                                               | 3 – 1                                                                   | Zimbabwe                                                                | Qual. Mondiali 2026                                                     | -                                                                       | 90+1’                                                                   |
| 6-9-2024                                                                | Kampala                                                                 | Kenya                                                                   | 0 – 0                                                                   | Zimbabwe                                                                | Qual. Coppa d'Africa 2025                                               | -                                                                       |                                                                         |
| 10-9-2024                                                               | Kampala                                                                 | Zimbabwe                                                                | 0 – 0                                                                   | Camerun                                                                 | Qual. Coppa d'Africa 2025                                               | -                                                                       |                                                                         |
| 10-10-2024                                                              | Windhoek                                                                | Namibia                                                                 | 0 – 1                                                                   | Zimbabwe                                                                | Qual. Coppa d'Africa 2025                                               | -                                                                       | 90+1’                                                                   |
| 14-10-2024                                                              | Johannesburg                                                            | Zimbabwe                                                                | 3 – 1                                                                   | Namibia                                                                 | Qual. Coppa d'Africa 2025                                               | -                                                                       |                                                                         |
| 14-11-2024                                                              | Polokwane                                                               | Zimbabwe                                                                | 1 – 1                                                                   | Kenya                                                                   | Qual. Coppa d'Africa 2025                                               | -                                                                       |                                                                         |
| 19-11-2024                                                              | Yaoundé                                                                 | Camerun                                                                 | 2 – 1                                                                   | Zimbabwe                                                                | Qual. Coppa d'Africa 2025                                               | -                                                                       |                                                                         |
| 20-3-2025                                                               | Harare                                                                  | Zimbabwe                                                                | 2 – 2                                                                   | Benin                                                                   | Qual. Mondiali 2026                                                     | -                                                                       |                                                                         |
| 25-3-2025                                                               | Uyo                                                                     | Nigeria                                                                 | 1 – 1                                                                   | Zimbabwe                                                                | Qual. Mondiali 2026                                                     | -                                                                       |                                                                         |
| Totale                                                                  |                                                                         | Presenze                                                                | 18                                                                      |                                                                         | Reti                                                                    | 0                                                                       |                                                                         |